# Джильберт Альварес
Джильберт Альварес (ісп. Gilbert Álvarez; нар. 7 квітня 1992) — болівійський футболіст, нападник клубу «Орієнте Петролеро» і національної збірної Болівії.

## Клубна кар'єра
Народився 7 квітня 1992 року. Вихованець академії бразильського «Крузейру», до якої приєднався 2010 року з болівійської команди «Кальєхас».
2011 залишив Бразилію і повернувся на батьківщину, ставши гравцем клубу «Зе Стронгест»;
Згодом з 2012 по 2016 рік грав у складі команд клубів «Гвабіра», «Спорт Бойз» та «Реал Потосі».
До складу клубу «Хорхе Вільстерман» приєднався 2016 року, відіграв за команду два сезони після чого один рік виступав за саудівську команду «Аль-Хазм», повернувшись знову до «Хорхе Вільстерман». Надалі Альварес по сезону відіграв за «Рояль Парі» та «Пальмафлор дель Тропіко».
25 листопада 2023 Джильберт уклав контракт з клубом «Арема».
З літа 2024 року захищає кольори клубу болівійського «Орієнте Петролеро».

## Виступи за збірну
2009 року дебютував в офіційних матчах у складі національної збірної Болівії. Наразі провів у формі головної команди країни 31 матч.
У складі збірної був учасником Кубка Америки 2016 року у США, 2019 та 2021 років у Бразилії.